# Tibouchina urvilleana
Tibouchina urvilleana é uma espécie de planta com flor pertencente à família Melastomataceae. 
A autoridade científica da espécie é Cogn., tendo sido publicada em Flora Brasiliensis 14(3): 358, pl. 84, f. 2. 1885.

## Portugal
Trata-se de uma espécie presente no território português, nomeadamente no Arquipélago da Madeira.
Em termos de naturalidade é introduzida na região atrás indicada.

## Protecção
Não se encontra protegida por legislação portuguesa ou da Comunidade Europeia.